# Aespa
Aespa (hangul: 에스파; rr: eseupa; MR: esŭp'a, comumente estilizado em letras minúsculas ou æspa) é um girl group sul-coreano formado pela SM Entertainment. O grupo é composto por quatro integrantes: Karina, Winter, Giselle e Ningning. O grupo é conhecido por popularizar o conceito de metaverso e o gênero hyperpop no K-pop.
Aespa estreou em 17 de novembro de 2020, com o single "Black Mamba", que alcançou o maior número de visualizações em 24 horas para o vídeo de estreia de um grupo de K-pop. Seu segundo single, "Next Level", foi lançado em maio de 2021 com amplo sucesso comercial e de crítica, alcançando a segunda posição no Circle Digital Chart e ganhando o prêmio Daesang para Canção do Ano no 19º Korean Music Awards. Em outubro do mesmo ano, Aespa lançou seu primeiro extended play (EP) Savage e seu single de mesmo nome. O EP se tornou o álbum de estreia de maior sucesso de um girl group de K-pop na parada americana Billboard 200 na posição 20, enquanto o último atingiu o pico na posição dois na Coreia do Sul e marcou sua primeira entrada no top 40 na Billboard Global 200. 
Em julho de 2022, Aespa lançou seu segundo EP Girls, que quebrou o recorde de álbum mais vendido de um girl group de K-pop na história e se tornou o primeiro a vender um milhão de cópias na primeira semana de lançamento. Ele também estreou em terceiro lugar na parada Billboard 200, marcando seu primeiro álbum no top dez nos EUA. Seu terceiro EP, My World foi lançado em maio de 2023, alcançando mais de dois milhões de vendas e se tornando seu segundo álbum no top dez na Billboard 200. Em maio de 2024, o grupo lançou seu primeiro álbum de estúdio, intitulado Armageddon. Foi precedido pelo single principal de sucesso comercial "Supernova", que se tornou a primeira música número um do grupo no Circle Digital Chart, liderando a parada por onze semanas, bem como seu primeiro sucesso no top dez na parada Billboard Global Excl. U.S..

## Nome
O nome do grupo, Aespa, é uma combinação de "ae", composto pelas iniciais em inglês das palavras "Avatar" e "Experience" ("Avatar" e "Experiência", em português), mais a palavra "Aspect" (Aspecto, em português), que significa "dois lados", e simboliza "encontrar um outro eu" e "experimentar o novo mundo".

## História

### 2016–2019: Atividades de pré-estreia

Logotipo oficial de Aespa.

Ningning foi apresentada como parte da equipe de treinamento da agência SM Entertainment, chamada SM Rookies, em 19 de setembro de 2016. Como parte da equipe, ela apareceu em Rookies Princess: Who's the Best?, segmento do programa My SMT, em 2016, além de ter gravado diversos covers para o programa sul-coreano Shining Star, em 2017.
Karina apareceu no videoclipe do colega de gravadora Taemin para a música "Want" em fevereiro de 2019 e se apresentou com ele em vários programas musicais nas semanas seguintes. Karina também apareceu ao lado do colega de gravadora Kai para uma apresentação no showcase virtual de colaboração da Hyundai e SM Entertainment - The All-New Tucson, Beyond DRIVE.
O logotipo de Aespa também foi divulgado no final do videoclipe "One (Monster & Infinity)" de SuperM.

### 2020–2021: Introdução, estreia,Next LeveleSavage

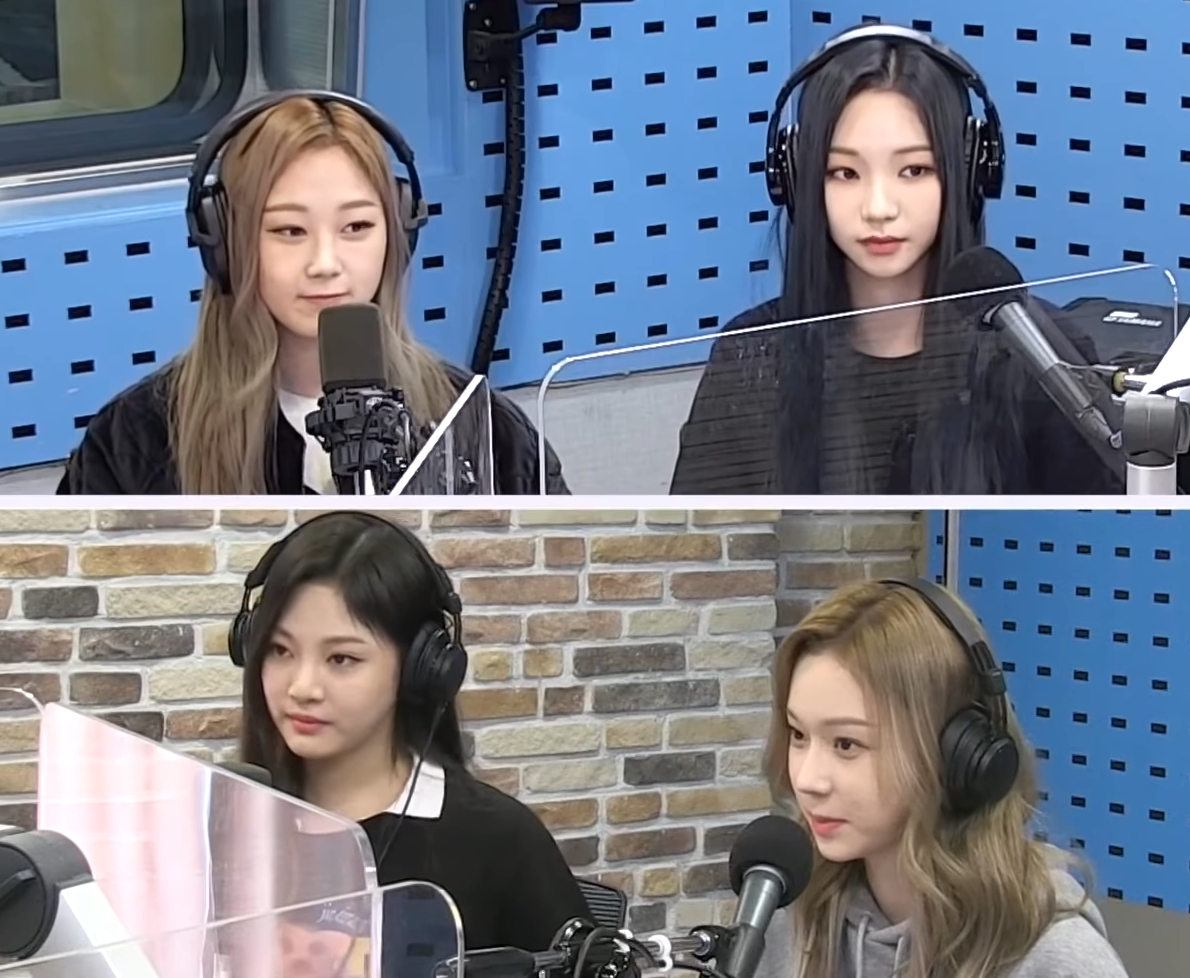
Aespa no SBS Power FM em 2020

Em 26 de outubro de 2020, SM Entertainment anunciou que estrearia um novo girl group, o primeiro desde Red Velvet em 2014 e seu primeiro grupo de ídolos geral desde NCT em 2016. O nome e as integrantes do grupo foram revelados individualmente a partir de 27 de outubro (na ordem: Winter, Karina, Ningning e Giselle). O fundador da SM Entertainment Lee Soo-man explicou o conceito do grupo no Fórum Mundial da Indústria Cultural 2020 em 28 de outubro. Um trailer de vídeo com todos as quatro integrantes foi revelado em 2 de novembro, juntamente com o anúncio do lançamento do single de estreia de Aespa, "Black Mamba", em 17 de novembro. Após o lançamento, o videoclipe da canção alcançou o maior número de visualizações para o vídeo de estreia de um grupo de K-pop em 24 horas, com 21,4 milhões de visualizações. O grupo fez sua estreia ao vivo no Music Bank da KBS2 em 20 de novembro para apresentar "Black Mamba", e ganharam sua primeira vitória em um programa musical no Inkigayo da SBS em 17 de janeiro de 2021.
Em 29 de janeiro de 2021, a SM Entertainment anunciou que a Aespa lançaria uma regravação de "Forever", o single originalmente de Yoo Young-ji lançado para o álbum de natal de 2000 da SM Entertainment, Winter Vacation in SMTOWN.com. A versão de Aespa da música, um "balada ritmo médio caracterizada pelo som do violão" com "letras calorosas sobre prometer para sempre a um amado", foi lançada em 5 de fevereiro daquele ano.
Em 4 de maio de 2021, a SM Entertainment anunciou que a Aespa lançaria um novo single intitulado "Next Level", uma faixa dance e hip-hop com um rap "descolado", um baixo "energético" e "vocais poderosos". Foi lançado em 17 de maio. Estreou no nono lugar na Gaon Digital Chart e alcançou o número dois, tornando-se seu primeiro top cinco na Coreia do Sul. Também alcançou a segunda posição na parada Billboard K-pop Hot 100. "Next Level" se tornou a terceira canção de Aespa a entrar na parada da Billboard World Digital Song Sales, chegando ao número três. Em 22 de julho de 2021, foi anunciado que Aespa assinou contrato com a Creative Artists Agency para suas atividades futuras nos Estados Unidos. Em 10 de setembro de 2021, foi anunciado que as versões remix de "Next Level" seriam lançadas em 14 de setembro, junto com um videoclipe e um vídeo visualizador de "Next Level (IMLAY Remix)".
Em 14 de setembro de 2021, a SM Entertainment anunciou que Aespa lançaria seu primeiro extended play, Savage. O álbum contém seis faixas, incluindo o single principal de mesmo nome. Foi lançado em 5 de outubro com aclamação da crítica e sucesso comercial, com meios de comunicação elogiando "Savage" por seus "viciantes" ganchos, refrões e produção "magistralmente em camadas". A canção foi incluída em várias listas de final de ano, como as 10 melhores músicas de K-pop de 2021 da revista NME e Time, chamando "Savage" de uma faixa "explosiva". Comercialmente, a canção alcançou a segunda posição no Gaon Digital Chart e se tornou seu segundo single no top cinco na Coreia do Sul. Em 15 de outubro, dez dias após o lançamento, às 13h30. KST, iChart da Instiz, anunciou o primeiro perfect all-kill de Aespa, já que "Savage" alcançou o número um nos componentes em tempo real, diários e semanais das paradas domésticas - iChart, Melon, Genie, FLO, Bugs! e Vibe - tornando-se o primeiro grupo de K-pop da "quarta geração" a fazê-lo. A canção ganhou oito prêmios de programas musicais, incluindo três vitórias não consecutivas no Inkigayo que levaram ao recebimento do prêmio de "tríplice coroa". Savage estreou no topo do Gaon Album Chart e também marcou a primeira entrada do Aespa na Billboard 200 dos EUA no número 20, tornando o Aespa o girl group novato de K-pop mais bem colocado a aparecer na última parada. Savage vendeu um total de 788.959 cópias e detém o recorde de álbum de estreia mais vendido por um grupo da SM Entertainment, até ser superado por Perfume de NCT DoJaeJung em maio de 2023.

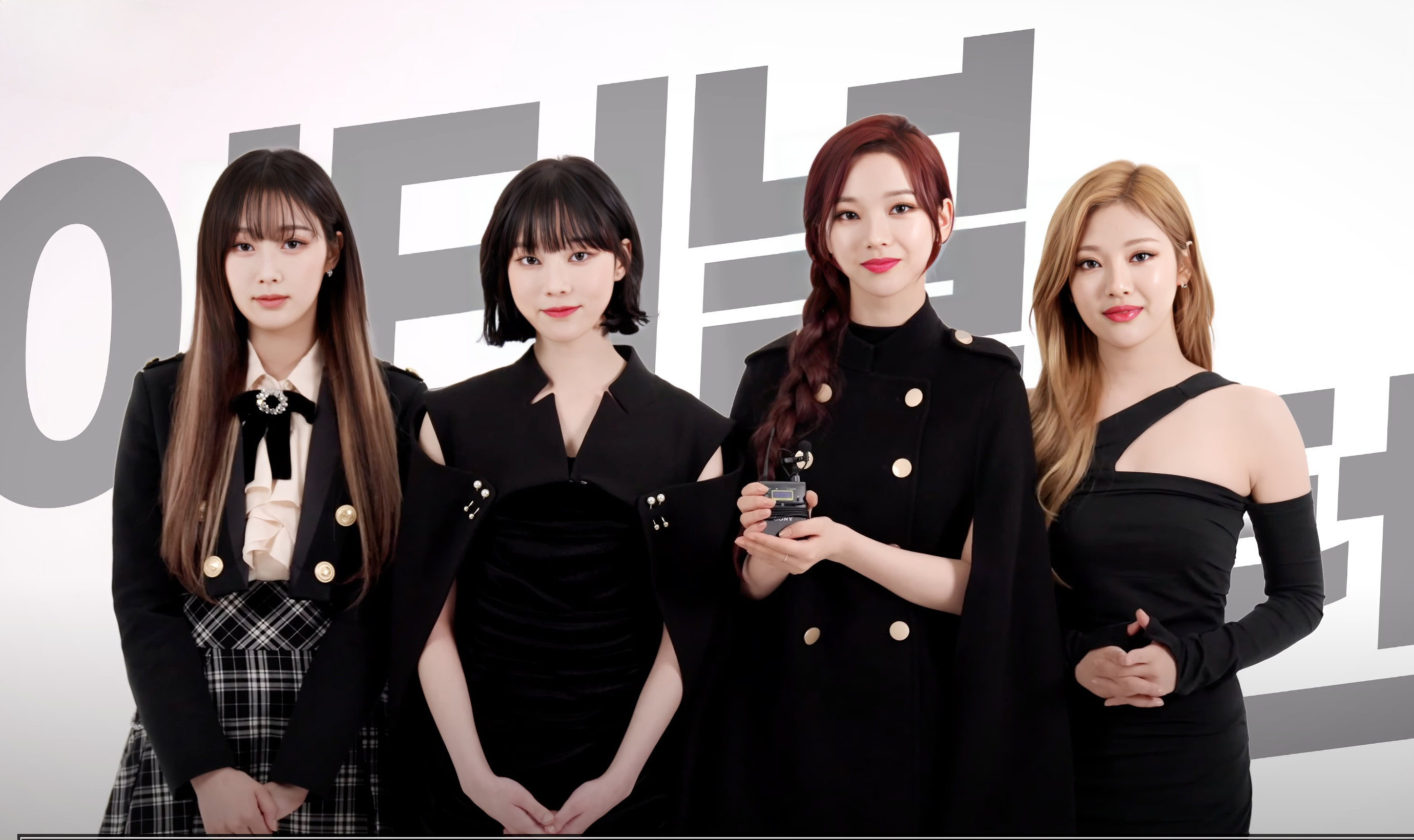
Aespa para Eternal Return

Em 13 de outubro, Aespa foi incluído na lista Ones to Watch 2021 da revista People como uma "estrela em ascensão". Em 25 de novembro, o grupo se apresentou em um carro alegórico, celebrando mulheres em STEM, no 95º Macy's Thanksgiving Day Parade, tornando-as o primeiro girl group coreano a se apresentar no desfile. Em 2 de dezembro, elas ganharam seu primeiro Daesang (Stage do Ano) no Asia Artist Awards. Dois dias depois, em 4 de dezembro, o grupo ganhou seu segundo Daesang (Gravação do Ano) no Melon Music Awards de 2021. Em 4 de novembro, foi anunciado que Aespa lançaria um remake de "Dreams Come True" de S.E.S. em 20 de dezembro para o projeto de remasterização da SM e como o single principal do álbum da SM Town, 2021 Winter SM Town: SMCU Express. O videoclipe da canção foi dirigido por Lucid Color e coreografado e dirigido visualmente por BoA. A canção alcançou a oitava posição na Gaon Digital Chart e a sétima posição na Billboard World Digital Songs.
Em 26 de dezembro, Karina e Winter foram reveladas como membros do supergrupo Got the Beat. O supergrupo estreou com o single "Step Back" em 3 de janeiro de 2022.

### 2022: Coachella, expansão internacional eGirls
Em 8 de janeiro de 2022, Aespa se tornou o vencedor inaugural do prêmio Artista do Ano no 36º Golden Disc Awards. Em 1º de março, elas ganharam o prêmio de Canção do Ano por "Next Level" no 19º Korean Music Awards. No dia 19 de abril, foi anunciado que Aespa se apresentaria no Coachella no dia 23 de abril, tornando-se o terceiro girl group de K-pop a se apresentar no festival. Elas se apresentaram como parte do Head in the Clouds Forever de 88rising definido para a segunda semana. Seu repertório incluía "Savage", "Next Level", "Black Mamba" e uma versão em inglês de uma canção inédita intitulada "Life's Too Short", que foi revelada como sendo de seu próximo EP. Em 12 de maio, o grupo foi incluído na lista Next Generation Leaders da revista Time. A revista destacou Aespa como um “player experimental, mas essencial na indústria musical, atuando como uma ponte entre o real e o virtual”. Em 27 de maio de 2022, o grupo também foi incluído no 30 Under 30 da Forbes.
Em 1º de junho, a SM Entertainment anunciou que o Aespa havia assinado com a Warner Records. Eles também anunciaram que Aespa lançaria seu segundo EP, Girls, em 8 de julho. O EP contém nove faixas, incluindo o single principal de mesmo nome, seus dois primeiros singles, "Black Mamba  " e "Forever" e "Dreams Come True", que elas lançaram anteriormente como parte do álbum 2021 Winter SM Town: SMCU Express em dezembro de 2021. Duas outras faixas de Girls, "Illusion" e a versão em inglês de "Life's Too Short", antecederam o EP e foram lançadas nos dias 1º e 24 de junho, respectivamente. As pré-encomendas de Girls ultrapassaram 1.610.000 cópias antes de seu lançamento, o número mais alto para um álbum de girl group no K-pop na época. Após o lançamento, o álbum se tornou o primeiro de um girl group a vender mais de um milhão de cópias em uma semana no Hanteo Chart, superando a marca estabelecida pelo The Album do Blackpink em outubro de 2020. O EP estreou em primeiro lugar no Circle Album Chart, vendendo 1.426.487 cópias, levando à sua primeira certificação de Milhão pela Korea Music Content Association. Também liderou a Circle Album Chart mensal em julho, com 1.645.255 cópias vendidas, o que marcou as maiores vendas mensais e totais de álbuns de qualquer girl group de K-pop na história; o recorde foi quebrado em setembro pelo álbum Born Pink do Blackpink. Na parada Billboard 200 dos EUA, Girls estreou em terceiro lugar com 56.000 unidades equivalentes de álbum, 53.000 vendas puras de álbuns, tornando-se o álbum mais vendido da semana.

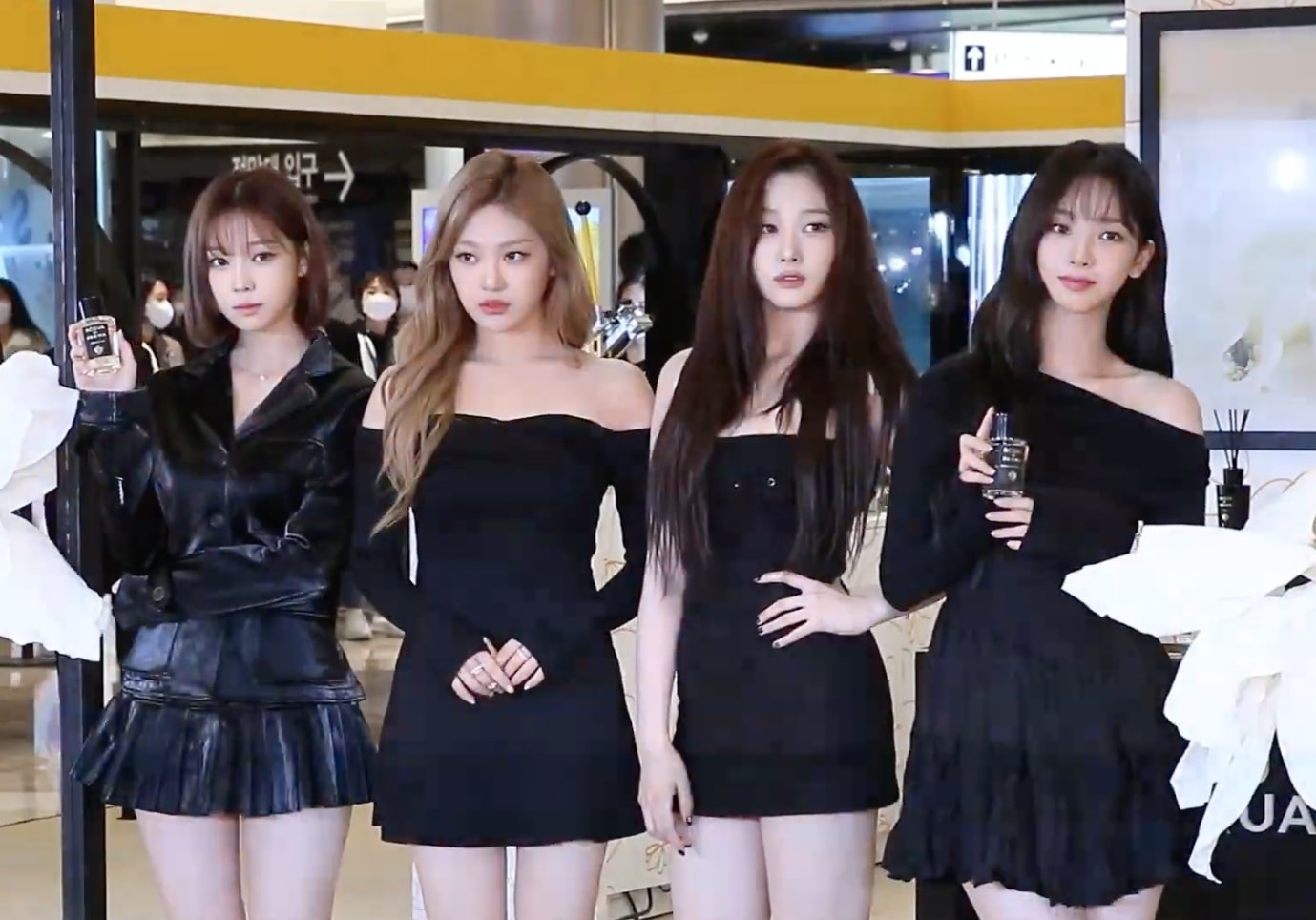
Aespa na inauguração da loja pop-up Acqua di Parma, em novembro de 2022.

SM Entertainment também anunciou o primeiro showcase japonês do grupo, intitulado: aespa Japan Premium Showcase 2022 ~SYNK~, que aconteceu nos dias 6 e 7 de agosto na Pia Arena MM em Yokohama. No dia 7 de junho foi anunciado que Aespa realizaria seu segundo showcase, o primeiro nos Estados Unidos, intitulado: aespa Showcase SYNK in LA! em 26 de junho no YouTube Theatre. No dia 14 de junho foi anunciado um show adicional, para o dia 27 de junho, após esgotamento dos ingressos para o dia 26 de junho. O grupo também foi nomeado o artista Apple Music: Up Next de junho.
No dia 5 de julho, Aespa fez um discurso e se apresentou no Fórum Político de Alto Nível da ONU sobre Desenvolvimento Sustentável. Em 8 de julho, Aespa se apresentou no Summer Concert Series do Good Morning America no Central Park, que contou com a primeira apresentação de "Girls". No dia 23 de outubro, Aespa se apresentou virtualmente para Crocs para comemorar seu 20º aniversário no jogo eletrônico Roblox. Atraiu o segundo maior público em um show único do Roblox, com 2,5 milhões de visitas. O show também gerou mais de 2,3 milhões de visitas registradas ao Crocs World no Roblox. Em 14 de dezembro, o grupo lançou um single colaborativo, "Beautiful Christmas", com as colegas de gravadora Red Velvet para o álbum da SM Town, 2022 Winter SM Town: SMCU Palace.
Em 28 de dezembro, Aespa lançou o primeiro episódio de seu primeiro reality show, Synk Road, que documentou sua viagem a Pyeongchang na província de Gangwon. Ao longo do show, os membros foram encarregados de encontrar cartas 'ae-key' escondidas, ganhas em várias missões e jogos, a fim de 'completar' a Synk Road de mesmo nome.

### 2023: Primeira turnê,My WorldeDrama

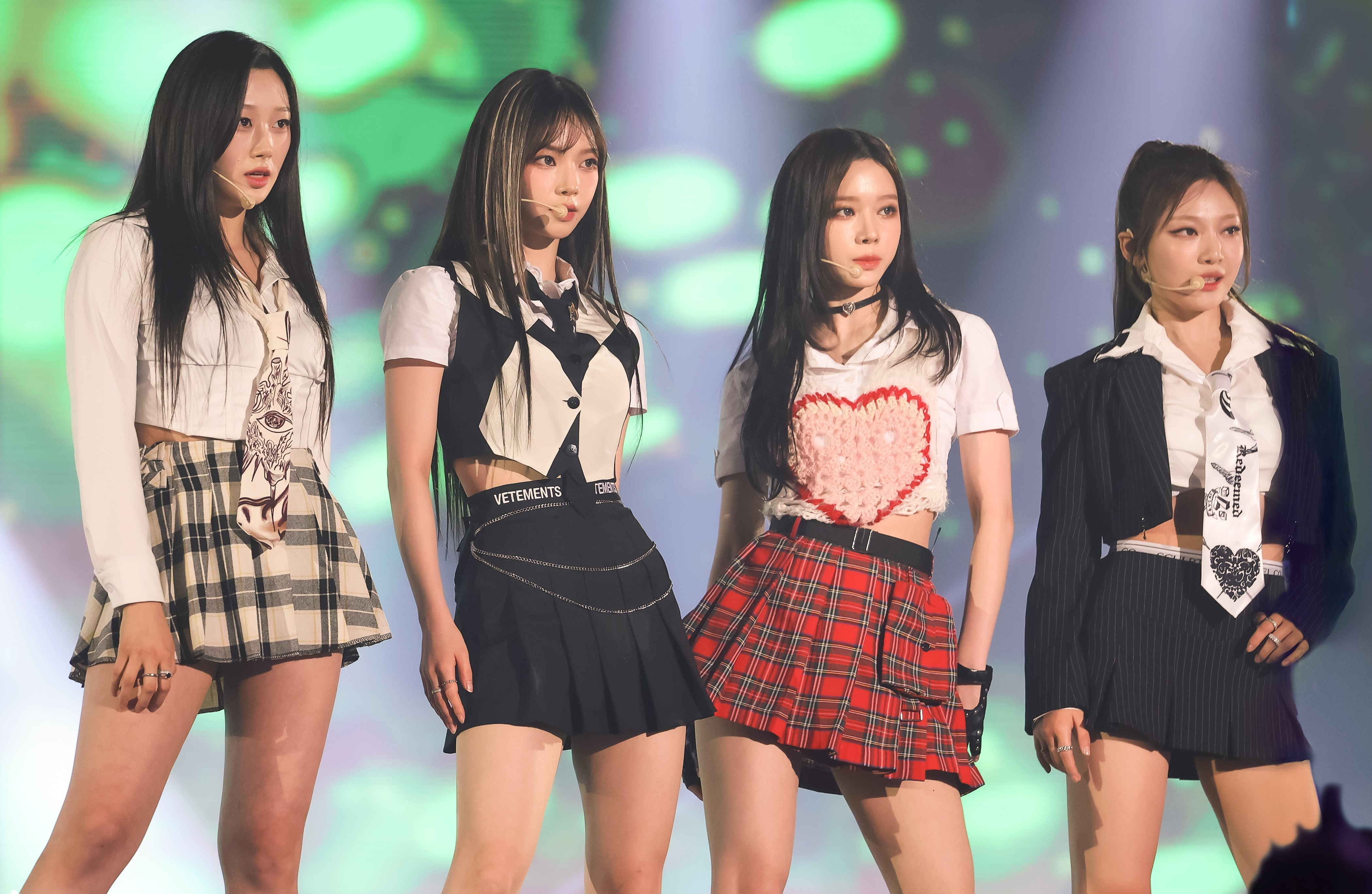
Aespa no Circle Chart Music Awards de 2023

Nos dias 25 e 26 de fevereiro, elas realizaram seu primeiro concerto, Synk: Hyper Line, na Jamsil Arena em Seul, Coreia do Sul. Em 7 de março, o grupo foi anunciado como artista no Outside Lands Music and Arts Festival em São Francisco, Califórnia, em 11 de agosto, tornando-os o primeiro grupo de K-pop a se apresentar no festival. De março a abril, Aespa continuou sua turnê Synk: Hyper Line no Japão, atraindo um total de 110.000 espectadores em 10 shows com ingressos esgotados em Osaka, Tóquio, Saitama e Aichi. Durante seu show no Ginásio Nacional Yoyogi em Tóquio, foi anunciado que o grupo retornaria nos dias 5 e 6 de agosto para um show especial de dois dias no Tokyo Dome, tornando-as o ato de K-pop mais rápido e o primeiro grupo de K-pop da "quarta geração" a realizar um show solo no estádio.
Em 29 de março, a SM Entertainment anunciou que Aespa lançaria um novo single intitulado "Hold On Tight", uma faixa "viciante" do gênero techno que mostrava a melodia da icônica música tema de Tetris, "Korobeiniki", para a trilha sonora do filme original da Apple TV+, Tetris. O single lançado oficialmente em 31 de março.
No dia 8 de maio, Aespa lançou seu terceiro EP My World. O EP contém seis faixas, com o single "Welcome to My World" pré-lançado em 2 de maio e o single principal "Spicy" lançado junto com o EP. My World estreou em primeiro lugar na Circle Album Chart com 1.420.178 cópias vendidas. Duas semanas após seu lançamento, o álbum se tornou "um vendedor duplo de um milhão", vendendo 2.011.388 cópias e se tornou o segundo álbum de um ato feminino coreano a vender mais de dois milhões de cópias. O álbum foi então certificado em 2× Milhões pela Korea Music Content Association em 6 de julho. Na parada Billboard 200, My World estreou no nono lugar com 40.000 unidades equivalentes a álbuns, 1,33 milhão de streams sob demanda e 39.000 vendas puras de álbuns, tornando-se sua segunda entrada no top 10.
Em 10 de maio, a SM Entertainment anunciou que a turnê Synk: Hyper Line de Aespa continuaria com um show em Jacarta, Indonésia em 24 de junho. Em 19 de maio, foram anunciados mais 14 shows, estendendo a turnê para a América do Norte, América do Sul e Europa.
No dia 23 de maio, Aespa participou do Festival de Cinema de Cannes de 2023 como embaixadoras da marca de joias suíça Chopard. Elas compareceram ao Jantar Anual e à Festa do Amor da Chopard, que apresentou a primeira coleção de alta costura de Caroline Scheufele, co-presidente e diretora artística da Chopard. No dia seguinte, Aespa esteve no tapete vermelho para a exibição de La Passion de Dodin Bouffant e apresentou a nova coleção de joias da marca, Red Carpet Collection. Em 8 de junho, Aespa lançou o primeiro arremesso para o New York Yankees contra o Chicago White Sox no Yankee Stadium.
Em 10 de junho, Aespa se apresentou no Governors Ball Music Festival em Nova Iorque, tornando-os o primeiro grupo de K-pop a se apresentar no festival. Giselle não pôde se apresentar com o grupo por problemas de saúde. O set do grupo foi bem recebido tanto pelos fãs quanto pela crítica, com Simon Vozick-Levinson da Rolling Stone chamando o show de "espetáculo" e Starr Bowenbank da Billboard observando que a "presença de palco e o catálogo de Aespa têm força para levar o palco principal em  um festival de música".
Em 27 de julho, Aespa começou a divulgar seu single digital em inglês "Better Things", uma canção de "dança mínima e acelerada", que foi lançada em 18 de agosto. As promoções incluíram uma websérie de sitcom de 3 episódios, Better Things, com o primeiro episódio carregado em 7 de agosto. Ningning apareceu apenas em partes limitadas da sitcom, devido às suas condições de saúde no momento das filmagens. Aespa apresentou o single pela primeira vez em 13 de agosto, na Crypto.com Arena em Los Angeles, para o primeiro show na etapa americana de sua turnê Synk: Hyper Line.

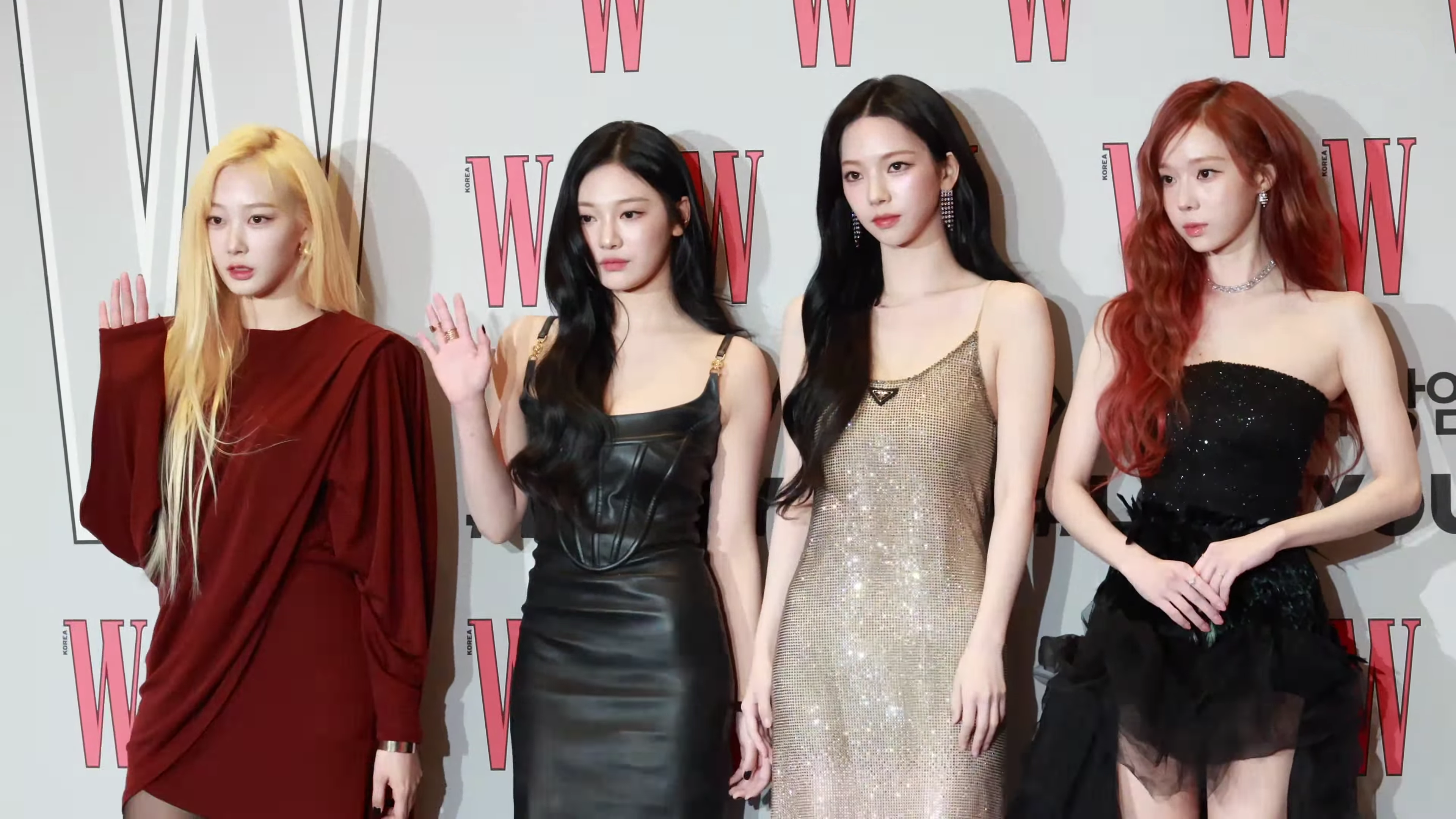
Aespa em novembro de 2023

No dia 23 de agosto, Aespa lançou a canção "We Go". A canção serviu como tema de abertura inaugural da edição coreana do anime Pokémon: Liko and Roy's Departure, que começou a ser exibido no mesmo dia. O single contém letras sobre os novos protagonistas, Liko e Roy, descobrindo coisas 'preciosas' e crescendo através da aventura.
No dia 6 de outubro, Aespa lançou a canção "Zoom Zoom". A canção serviu como tema de encerramento do anime Beyblade X. No dia 10 de outubro, Aespa anunciou que lançaria seu quarto EP Drama no dia 10 de novembro. O EP contém seis faixas, incluindo o single principal de mesmo nome.

### 2024–presente: Segunda turnê,Armageddon,Hot MesseWhiplash
Em 9 de janeiro de 2024, a SM anunciou que Aespa lançará uma regravação de "Regret of the Times", single originalmente de Seo Taiji and Boys. A regravação foi lançada em 15 de janeiro. Em 19 de fevereiro de 2024, foi anunciado que Aespa embarcaria em sua segunda turnê mundial, Synk: Parallel Line, com início em Seul nos dias 29 e 30 de junho.
No dia 21 de abril, foi anunciado que o Aespa lançaria seu primeiro álbum de estúdio, Armageddon, no dia 27 de maio. O álbum é liderado por duas faixas-título "Supernova", que foi pré-lançada em 13 de maio, e "Armageddon", que foi lançada junto com o álbum inteiro. "Supernova" foi um sucesso comercial na Coreia do Sul e alcançou o status de perfect all-kill, pois alcançou simultaneamente o primeiro lugar nos componentes em tempo real, diário e semanal do iChart. Tornou-se a primeira canção do grupo a chegar ao topo da Circle Digital Chart, e seu primeiro sucesso no top dez da parada Billboard Global Excl. U.S., chegando ao sexto lugar.
Em 3 de junho, foi anunciado que o Aespa lançaria seu primeiro single japonês "Hot Mess" em 3 de julho. O single marcou a estreia japonesa do grupo e inclui duas outras canções "Sun and Moon" e "Zoom Zoom", esta última lançada anteriormente em 6 de outubro de 2023, como tema de encerramento da série de anime e franquia Beyblade X.
Mais tarde, em 29 e 30 de junho, durante o primeiro show de sua segunda turnê mundial, na Arena Jamsil, em Seoul, as integrantes do Aespa performaram quatro novas faixas solo, uma de cada membro. As faixas foram lançadas no primeiro single álbum digital do grupo, Synk: Parallel Line, em 9 de outubro.
Em 23 de setembro, foi anunciado que o Aespa lançaria seu quinto extended play Whiplash em 21 de outubro, contendo seis faixas, incluindo o single principal de mesmo nome.
Em 5 de junho de 2025, foi anunciado que o Aespa lançaria seu segundo single álbum Dirty Work em 27 de junho, junto ao single principal de mesmo nome. 
Em 4 de agosto, foi anunciado que o sexto extended play do grupo, Rich Man, seria lançado em 5 de setembro, assim como o single principal de mesmo nome.

## Endossos
Em 10 de fevereiro de 2021, Aespa se tornou as embaixadoras globais de da Givenchy, o primeiro artista de K-pop escolhido como tal pela casa de moda francesa. Mais tarde naquele ano, em agosto, Aespa assinou acordos de patrocínio com a marca coreana de cosméticos Clio, a marca coreana de cuidados com a pele Mediheal, a marca francesa de roupas esportivas Eider, e em setembro para o KB Kookmin Bank. Em novembro de 2021, Aespa foi selecionado como musas para a marca italiana de fragrâncias Acqua di Parma, e o RPG de celular Eternal Return anunciou uma colaboração com Aespa.
Em 8 de abril de 2022, Aespa se tornou modelo da marca coreana de bebidas Lotte Chilsung Tamz Zero. Em agosto, Aespa se tornou embaixador global da marca coreana de roupas esportivas MLB, e foi selecionado como novo modelo para Lotte Duty Free. Em 1 de setembro, Aespa se tornou embaixador global da marca suíça de relógios e joias Chopard, e foi destaque em um anúncio da Intel. Em dezembro, Aespa se tornou modelo promocional do jogo para celular Epic Seven.
Em outubro de 2023, a Crocs lançou a colaboração aespa x Crocs Stomp Lined Clog.
Em fevereiro de 2024, Aespa se tornou embaixador da marca de alimentos indonésia Nabati Richoco. Em 28 de fevereiro, a empresa de cosméticos sul-coreana Amorepacific selecionou Aespa como seu novo embaixador global para a Mise-en-scène. Em maio de 2024, Aespa foi nomeado embaixador honorário do Aeroporto Internacional de Incheon, e se tornou o modelo para a nova marca de lentes de contato Refrear Series "a-eye".

## Integrantes
- Karina (hangul: 카리나), nascida Yu Ji-min (hangul: 유지민) em 11 de abril de 2000 (25 anos) em Suwon, Gyeonggi, Coreia do Sul. É a líder do grupo, dançarina principal, rapper'principal",subvocalista, visual, rosto do grupo, centro. [131][132][133]
- Giselle (hangul: 지젤), nascida Aeri Uchinaga (japonês: 内永 えり) em 30 de outubro de 2000 (24 anos) em Gangnam-gu, Seul, Coreia do Sul. É rapper principal", subvocalista.[133][134]
- Winter (hangul: 윈터), nascida Kim Min-jeong (hangul: 김민정) em 1 de janeiro de 2001 (24 anos) em Busan, Coreia do Sul. É vocalista principal dançarina principal, Visual. [135][133]
- Ningning (hangul: 닝닝), nascida Ning Yizhuo (chinês: 宁艺卓) em 23 de outubro de 2002 (22 anos) em Harbin, Heilongjiang, China. É vocalista principal, maknae. [136][133]

## Discografia
- Armageddon (2024)

## Filmografia

### Web shows
| Ano  | Título               | Ref.    |
| ---- | -------------------- | ------- |
| 2022 | Synk Road            | [ 137 ] |
| 2023 | Better Things        | [ 96 ]  |
| 2023 | Who Visit the Villa? | [ 138 ] |
| 2024 | Aesparty             | [ 139 ] |

## Videografia

### Videoclipes
| Título                                          | Ano  | Diretor(es)                               | Ref.    |
| ----------------------------------------------- | ---- | ----------------------------------------- | ------- |
| Black Mamba                                     | 2020 | Oui Kim                                   | [ 140 ] |
| Forever (약속)                                  | 2021 | Sunny Visual (Yoo Sung-kyun)              | [ 141 ] |
| Next Level                                      | 2021 | Jo Beomjin (Paranoid Paradigm)            | [ 142 ] |
| Next Level (Habstrakt Remix)                    | 2021 | Desconhecido                              | [ 143 ] |
| Savage                                          | 2021 | 725 (SL8 Visual Lab)                      | [ 144 ] |
| Dreams Come True                                | 2021 | Flipevil (Seo Dong-hyeok, Jason Kim)      | [ 145 ] |
| Life's Too Short (Versão em inglês)             | 2022 | Segaji Video (Kim Hyun-soo)               | [ 146 ] |
| Girls                                           | 2022 | Oui Kim                                   | [ 147 ] |
| Girls (Brllnt Remix)                            | 2022 | Desconhecido                              | [ 148 ] |
| Beautiful Christmas (com Red Velvet)            | 2022 | Desconhecido                              | [ 149 ] |
| Welcome to My World                             | 2023 | Bang Jae-yeob                             | [ 150 ] |
| Spicy                                           | 2023 | 725 (SL8 Visual Lab)                      | [ 151 ] |
| Better Things                                   | 2023 | Jan' Qui                                  | [ 152 ] |
| Spicy (Nitepunk Remix)                          | 2023 | Desconhecido                              | [ 153 ] |
| Better Things (Versão æ-aespa)                  | 2023 | Desconhecido                              | [ 154 ] |
| Drama                                           | 2023 | Samson (Highqualityfish)                  | [ 155 ] |
| Regret of the Times (2024 aespa Remake Ver.)    | 2024 | Desconhecido                              | [ 156 ] |
| Get Goin' (com Fraggle Rock)                    | 2024 | Desconhecido                              | [ 157 ] |
| Supernova                                       | 2024 | Ha Jung-hoon (Hattrick)                   | [ 158 ] |
| Armageddon                                      | 2024 | Rima Yoon, DJ Jang (Rigend Film)          | [ 159 ] |
| Live My Life                                    | 2024 | Lee Ho-jae, Lee Jae-hyun (Studio Surplus) | [ 160 ] |
| Hot Mess                                        | 2024 | Lafic                                     | [ 161 ] |
| Supernova (Grimes Remix)                        | 2024 | Desconhecido                              | [ 162 ] |
| Armageddon (Flava D Remix)                      | 2024 | Desconhecido                              | [ 163 ] |
| Supernova (Grimes Remix) (The Other World Ver.) | 2024 | Baki (Aplan Company)                      | [ 164 ] |
| Whiplash                                        | 2024 | Meltmirror (Segaji Video)                 | [ 165 ] |

### Outros vídeos
| Título                                                              | Ano  | Diretor(es)            | Ref.    |
| ------------------------------------------------------------------- | ---- | ---------------------- | ------- |
| "My, Karina"                                                        | 2020 | Hamjae [88 GH]         | [ 166 ] |
| "Synk, æspa"                                                        | 2020 | 051/Heung              | [ 167 ] |
| "Synk, Winter"                                                      | 2020 | 051/Heung              | [ 168 ] |
| "Synk, Giselle"                                                     | 2020 | 051/Heung              | [ 169 ] |
| "Synk, Ningning"                                                    | 2020 | 051                    | [ 170 ] |
| "Synk, Karina"                                                      | 2020 | 051                    | [ 171 ] |
| "'Black Mamba' The Debut Stage"                                     | 2020 | Lim Sung-kwan          | [ 172 ] |
| "'Forever' (약속) The Performance Stage (Cozy Winter Cabin Ver.)"   | 2021 | Desconhecido           | [ 173 ] |
| "'Forever' (약속) The Performance Stage (Glitter Snowball Ver.)"    | 2021 | Desconhecido           | [ 174 ] |
| "'Forever' (약속) The Performance Stage (Romantic Street Ver.)"     | 2021 | Desconhecido           | [ 175 ] |
| "aespa 에스파 'ep1. Black Mamba' - SM Culture Universe"             | 2021 | Taeheung Son e Min Heo | [ 176 ] |
| "'Next Level' The Performance Stage #1"                             | 2021 | Desconhecido           | [ 177 ] |
| "'Next Level' The Performance Stage #2"                             | 2021 | Desconhecido           | [ 178 ] |
| "'Next Level' The Performance Stage #3"                             | 2021 | Desconhecido           | [ 179 ] |
| "'Savage' The Performance Stage #1"                                 | 2021 | Desconhecido           | [ 180 ] |
| "'Savage' The Performance Stage #2"                                 | 2021 | Desconhecido           | [ 181 ] |
| "ep2. 'Next Level’ – SM Culture Universe"                           | 2022 | Son Tae-heung          | [ 182 ] |
| "'Girls' The Performance Stage #1"                                  | 2022 | Desconhecido           | [ 183 ] |
| "'Girls' The Performance Stage #2"                                  | 2022 | Desconhecido           | [ 184 ] |
| "ep.3 'Girls (Don't you know I'm a Savage?)' - SM Culture Universe" | 2023 | Son Tae-heung          | [ 185 ] |
| "'I'm Unhappy' Track Video"                                         | 2023 | Byul Yun               | [ 186 ] |
| "'Salty & Sweet' Track Video"                                       | 2023 | LAFIC                  | [ 187 ] |
| "'Thirsty' Track Video"                                             | 2023 | Jinooya Makes          | [ 188 ] |

### DVD & Blu-ray (BD)
| Título                                                           | Detalhes do álbum                                                                            | Melhores posições nas paradas | Melhores posições nas paradas |
| Título                                                           | Detalhes do álbum                                                                            | JAP DVD                       | JAP BD                        |
| ---------------------------------------------------------------- | -------------------------------------------------------------------------------------------- | ----------------------------- | ----------------------------- |
| aespa Live Tour 2023 Synk: Hyper Line in Japan -Special Edition- | - Lançamento: 27 de dezembro de 2023 - Gravadora: Warner Music Japan - Formato: DVD, Blu-ray | 5                             | 3                             |
| aespa's Synk Road                                                | - Lançamento: 19 de junho de 2024 - Gravadora: Warner Music Japan - Formato: DVD             | 9                             | —                             |

## Concertos e turnês
Turnês principais
- Synk: Hyper Line (2023)
- Synk: Parallel Line (2024)

### Showcase
| Data                | Cidade    | País           | Local           | Audiência |
| ------------------- | --------- | -------------- | --------------- | --------- |
| 26 de junho de 2022 | Inglewood | Estados Unidos | YouTube Theater | 10,000    |
| 27 de junho de 2022 | Inglewood | Estados Unidos | YouTube Theater | 10,000    |
| 6 de agosto de 2022 | Yokohama  | Japão          | Pia Arena MM    | 40,000    |
| 7 de agosto de 2023 | Yokohama  | Japão          | Pia Arena MM    | 40,000    |

### Participação em concertos
- SM Town Live "Culture Humanity" (2021)[194][195]
- SM Town Live 2022: SMCU Express at Kwangya (2022)[196]
- SM Town Live 2022: SMCU Express at Human City Suwon (2022)[197]
- SM Town Live 2023: SMCU Palace at Kwangya (2023)[198]

### Outras apresentações selecionadas
- Coachella (2022)[d][54]
- Outside Lands (2023)[199]

## Prêmios e indicações
Aespa recebeu sua primeira vitória em um programa musical no Inkigayo da SBS com "Black Mamba" em 17 de janeiro de 2021. Elas ganharam seu primeiro prêmio de novo artista, "Melhor Novo Artista (Exterior)", em 27 de dezembro de 2020, no Asian Pop Music Awards. Em novembro de 2021, elas ganharam o prêmio "Melhor Ato Coreano" no MTV Europe Music Awards. Em dezembro de 2021, elas ganharam o grande prêmio "Stage do Ano" no Asia Artist Awards, tornando-as o primeiro grupo sul-coreano da quarta geração do K-pop a ganhar um Daesang.